# Judo ai XVI Giochi paralimpici estivi
Le gare di judo ai XVI Giochi paralimpici estivi si sono svolte dal 27 al 29 agosto 2021 presso il Nippon Budokan.

## Calendario
Sono state disputate 13 competizioni suddivise in base al peso corporeo dei partecipanti (7 maschili e 6 femminili).
Il programma di ogni competizione prevedeva una fase ad eliminazione diretta e delle gare di ripescaggio svolte nell'arco di una sola giornata. Sono state assegnate due medaglie di bronzo in tutte le competizioni.
| Uomini | 60 kg 66 kg | 73 kg 81 kg | 90 kg 100 kg +100 kg |
| Donne  | 48 kg 52 kg | 57 kg 63 kg | 70 kg +70 kg         |

|  | Finali per medaglia d'oro |

## Podi

### Uomini
| Evento           | Oro                          | Argento             | Bronzo                |
| 60 kg dettagli   | Vugar Shirinli               | Anuar Sariyev       | Recep Çiftçi          |
| 60 kg dettagli   | Vugar Shirinli               | Anuar Sariyev       | Alex Bologa           |
| 66 kg dettagli   | Yujiro Seto                  | Sérgio Ibáñez       | Uchkun Kuranbaev      |
| 66 kg dettagli   | Yujiro Seto                  | Sérgio Ibáñez       | Namig Abasli          |
| 73 kg dettagli   | Feruz Sayidov                | Temirzhan Daulet    | Rufat Mahomedov       |
| 73 kg dettagli   | Feruz Sayidov                | Temirzhan Daulet    | Osvaldas Bareikis     |
| 81 kg dettagli   | Huseyn Rahimli               | Davurkhon Karomatov | Eduardo Ávila Sánchez |
| 81 kg dettagli   | Huseyn Rahimli               | Davurkhon Karomatov | Lee Jung-min          |
| 90 kg dettagli   | Vahid Nouri                  | Elliot Stewart      | Hélios Latchoumanaya  |
| 90 kg dettagli   | Vahid Nouri                  | Elliot Stewart      | Oleksandr Nazarenko   |
| 100 kg dettagli  | Chris Skelley                | Ben Goodrich        | Sharif Khalilov       |
| 100 kg dettagli  | Chris Skelley                | Ben Goodrich        | Anatolii Shevchenko   |
| +100 kg dettagli | Mohammadreza Kheirollahzadeh | Revaz Chikoidze     | Ilham Zakiyev         |
| +100 kg dettagli | Mohammadreza Kheirollahzadeh | Revaz Chikoidze     | Choi Gwang-geun       |

### Donne
| Evento          | Oro                | Argento             | Bronzo               |
| 48 kg dettagli  | Shahana Hajiyeva   | Sandrine Martinet   | Viktoriia Potapova   |
| 48 kg dettagli  | Shahana Hajiyeva   | Sandrine Martinet   | Yuliia Ivanytska     |
| 52 kg dettagli  | Cherine Abdellaoui | Priscilla Gagne     | Alesia Stepaniuk     |
| 52 kg dettagli  | Cherine Abdellaoui | Priscilla Gagne     | Nataliya Nikolaychyk |
| 57 kg dettagli  | Sevda Valiyeva     | Parvina Samandarova | Lúcia Araújo         |
| 57 kg dettagli  | Sevda Valiyeva     | Parvina Samandarova | Zeynep Çelik         |
| 63 kg dettagli  | Khanim Huseynova   | Iryna Husieva       | Wang Yue             |
| 63 kg dettagli  | Khanim Huseynova   | Iryna Husieva       | Nafisa Sheripboeva   |
| 70 kg dettagli  | Alana Maldonado    | Ina Kaldani         | Kazusa Ogawa         |
| 70 kg dettagli  | Alana Maldonado    | Ina Kaldani         | Lenia Ruvalcaba      |
| +70 kg dettagli | Dursadaf Karimova  | Zarina Baibatina    | Meg Emmerich         |
| +70 kg dettagli | Dursadaf Karimova  | Zarina Baibatina    | Carolina Costa       |